# Carabhydrus monteithi
Carabhydrus monteithi är en skalbaggsart som beskrevs av Watts 1978. Carabhydrus monteithi ingår i släktet Carabhydrus och familjen dykare. Inga underarter finns listade i Catalogue of Life.